# آموا
آموا (به لاتین: Amua) یک منطقهٔ مسکونی در بنگلادش است که در ناحیه جلوکاتی واقع شده‌است.